# JJ Aldrich
JJ Aldrich, född 29 september 1992 i Denver, CO, är en amerikansk MMA-utövare som fram till 2016 tävlade i Invicta FC och sedan dess tävlar i organisationen Ultimate Fighting Championship.

## Karriär

### MMA

#### Invicta FC
JJ Aldrich debuterade professionellt 1 november 2014 vid Invicta FC 8 galan. Hon vann den matchen med övertygande 30-27, 30-27, 30-26.
Ett år senare gick hon sin andra professionella match vid Invicta FC 11 och förlorade den via rear-naked i första ronden.
Sin tredje match gick hon vid Invicta FC 14 och vann via KO i första ronden.

#### The Ultimate Fighter
Aldrich  var en av deltagarna i The Ultimate Fighter 23: Team Joanna vs. Team Cláudia. I utslagsronden vann hon mot Kristi Lopez via enhälligt domslut, men förlorade i kvartsfinalen mot Tatiana Suarez via rear-naked i andra ronden.

#### Freestyle Cage Fighting
Aldrich debuterade under Freestyle CF:s flagg vid FCF 53. Hon mötte Kathina Caton och vann i första ronden via TKO.

#### Tillbaka i Invicta FC
Aldrich återvände till Invicta november 2016 när hon mötte Lynn Alvarez vid Invicta FC 20. Hon vann via enhälligt domslut.

#### UFC
Aldrich debuterade i UFC-sammanhang vid UFC Fight Night: Lewis vs. Abdurakhimov som ersättare på kort varsel för Juliana Limas ursprungliga motståndare som tvingats dra sig ur på grund av skada. Aldrich förlorade matchen via enhälligt domslut.
Nästa match var mot UFC-debutanten Chan-Mi Jeon vid UFC Fight Night: Lewis vs. Hunt i juni 2017. Aldrich vann matchen via enhälligt domslut.
Vid UFC Fight Night: Stephens vs. Choi i januari 2018 mötte hon Danielle Taylor i en match som gick tiden ut. Aldrich vann via enhälligt domslut.
Sedan mötte Aldrich Polyana Viana vid UFC 227 augusti 2018. Aldrich vann via enhälligt domslut.
Inför nästa match gick Aldrich tillbaka upp till flugvikt för att möta Maycee Barber vid UFC Fight Night: Thompson vs. Pettis i mars 2019. Aldrich förlorade via TKO i andra ronden.

## Tävlingsfacit
| Resultat | Facit | Motståndare     | Metod                           | Evenemang                                 | Datum             | Rond | Tid  | Plats                 | Notering                                                 |
| -------- | ----- | --------------- | ------------------------------- | ----------------------------------------- | ----------------- | ---- | ---- | --------------------- | -------------------------------------------------------- |
| Vinst    | 1–0   | Delaney Owen    | Domslut (enhälligt)             | Invicta FC 8: Waterson vs. Tamada         | 1 november 2014   | 3    | 5:00 | Davenport, IA, USA    | Stråviktsdebut                                           |
| Förlust  | 1–1   | Jamie Moyle     | Teknisk submission (rear-naked) | Invicta FC 11: Cyborg vs. Tweet           | 27 februari 2015  | 1    | 2:20 | Los Angeles, CA, USA  |                                                          |
| Vinst    | 2–1   | Rosa Acevedo    | KO (knän och slag)              | Invicta FC 14: Evinger vs. Kianzad        | 12 september 2015 | 1    | 2:24 | Los Angeles, CA, USA  |                                                          |
| Vinst    | 3–1   | Kathina Catron  | TKO (slag)                      | Freestyle Cage Fights 53                  | 17 september 2016 | 1    | 3:01 | Tulsa, OK, USA        | Flugviktsdebut                                           |
| Vinst    | 4–1   | Lynn Alvarez    | Domslut (enhälligt)             | Invicta FC 20: Evinger vs. Kunitskaya     | 18 november 2015  | 3    | 5:00 | Kansas City, MO, USA  | Åter till stråvikt                                       |
| Förlust  | 4–2   | Juliana Lima    | Domslut (enhälligt)             | UFC Fight Night: Lewis vs. Abdurakhimov   | 9 december 2016   | 3    | 5:00 | Albany, NY, USA       |                                                          |
| Vinst    | 5–2   | Chan-Mi Jeon    | Domslut (enhälligt)             | UFC Fight Night: Lewis vs. Hunt           | 11 juni 2017      | 3    | 5:00 | Auckland, Nya Zeeland | Catchvikt, 53,5 kg/118 lb. Jeon klarade inte invägningen |
| Vinst    | 6–2   | Danielle Taylor | Domslut (enhälligt)             | UFC Fight Night: Stephens vs. Choi        | 14 januari 2018   | 3    | 5:00 | St. Louis, MO, USA    |                                                          |
| Vinst    | 7–2   | Polyana Viana   | Domslut (enhälligt)             | UFC 227                                   | 4 augusti 2018    | 3    | 5:00 | Los Angeles, CA, USA  |                                                          |
| Förlust  | 7–3   | Maycee Barber   | TKO (knä och slag)              | UFC Fight Night: Thompson vs. Pettis      | 23 mars 2019      | 2    | 3:01 | Nashville, TN, USA    | Tillbaka till flugvikt                                   |
| Vinst    | 8–3   | Lauren Mueller  | Domslut (enhälligt)             | UFC Fight Night: Jędrzejczyk vs. Waterson | 12 oktober 2019   | 3    | 5:00 | Tampa, FL, USA        |                                                          |
| Förlust  | 8–4   | Sabina Mazo     | Domslut (delat)                 | UFC 246                                   | 18 januari 2020   | 3    | 5:00 | Las Vegas, NV, USA    |                                                          |
| Vinst    | 9–4   | Cortney Casey   | Domslut (delat)                 | UFC Fight Night: Edwards vs. Muhammad     | 13 mars 2021      | 3    | 5:00 | Las Vegas, NV, USA    |                                                          |